# Ralf Bulang
Ralf Tonak (geb. Bulang)  (* 2. Februar 1991 in Altdöbern) ist ein deutscher Fußballspieler.

## Karriere
Bulang spielte in der Jugend für den Radebeuler BC 08 und den FV Dresden-Nord, bevor er 2007 in die Jugend von Werder Bremen wechselte. In der A-Jugend-Bundesliga 2008/09 gewannen die Bremer die Staffel Nord/Nordost, scheiterten dann jedoch im Halbfinale am späteren deutschen Meister 1. FSV Mainz 05.
In der Saison 2009/10 gab er sein Profi-Debüt in der 3. Liga für das U23-Team von Werder Bremen. Beim Spiel gegen den 1. FC Heidenheim am 3. April 2010 (32. Spieltag) wurde er in der 88. Minute für Felix Schiller eingewechselt. Eine Woche später stand er im Nachholspiel gegen Eintracht Braunschweig erstmals in der Startelf. In der Folgezeit wurde er durch zwei aufeinanderfolgende Kreuzbandrisse in seiner Entwicklung gebremst.
Nach seiner Genesung schloss er sich zur Saison 2012/13 dem FC Oberneuland in der Regionalliga Nord an.